# Boskhatxi
Boskhatxi (en rus: Босхачи) és un poble (un possiólok) de Calmúquia, a Rússia, segons el cens del 2010 tenia 42 habitants. Pertany al districte municipal d'Oktiabrski.